# 稲門ウィキペディアン会
稲門ウィキペディアン会（とうもんウィキペディアンかい）は、ウィキペディアンであるユージン・オーマンディが設立したグループで、SNSでのウィキペディアに関する情報発信のほか、大宅壮一文庫や東京国立博物館、東京外国語大学などでウィキペディアの編集をするためのワークショップ（エディタソン）を開催している。またロシアによるウクライナ侵攻をうけてウィキペディアを調べる人が増えた際には、メディアによる取材も受けてその背景などについて解説を行っている。
設立者のユージン・オーマンディは早稲田Wikipedianサークル代表でもある。稲門ウィキペディアン会はこの早稲田Wikipedianサークルの卒業生サークルにあたる。
2022年11月には東京外国語大学言語文化学部との共催で「ルックイースト政策40周年記念　「ウィキペディアでマレーシアの記事を書い てみよう」」というエディタソンを開催している。このワークショップは、マレーシアの元首相マハティール・ビン・モハマドがルックイースト政策を唱えてから40周年にあたる年であることを記念して企画された。